# Nanak Dev

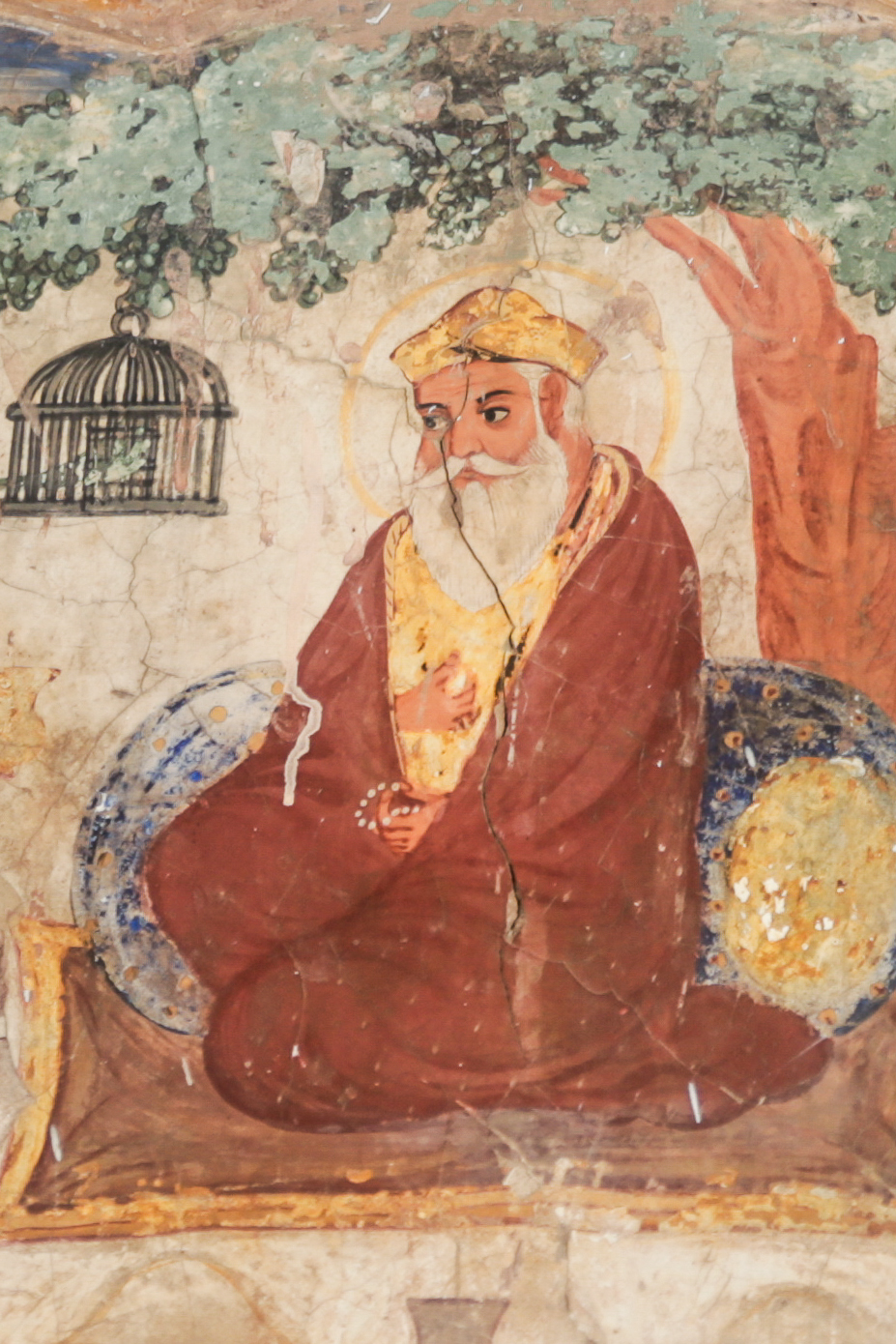
Nanak Dev auf einer Wandmalerei aus dem Gurdwara Baba Atal, Anfang 19. Jahrhundert

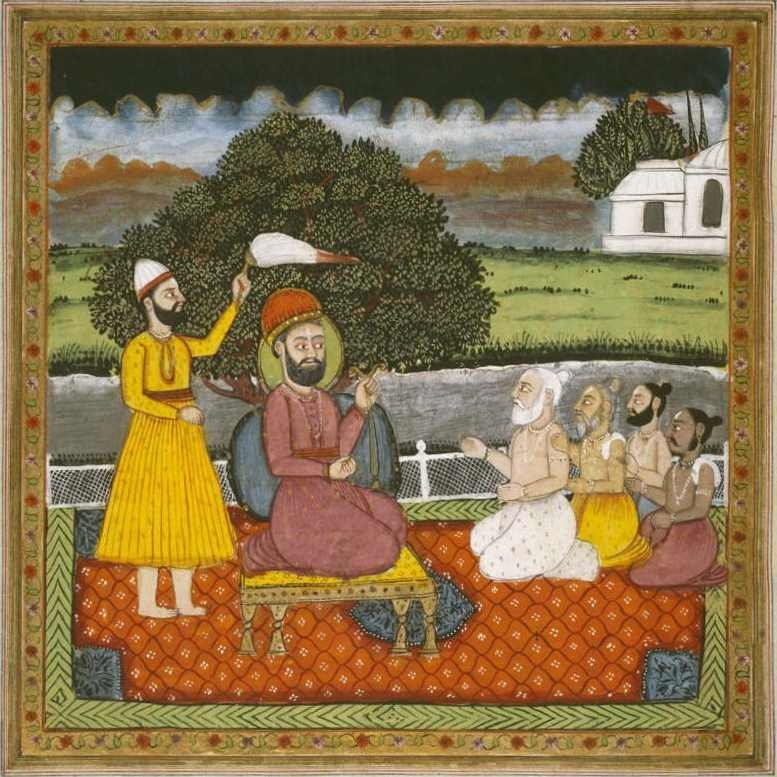
Nanak Dev empfängt heilige Männer. Miniaturmalerei 1828–30

Nanak Dev (Panjabi ਨਾਨਕ ਦੇਵ), auch Guru Nanak oder Baba Nanak (* 15. April 1469 in Talwandi, heute Nankana Sahib bei Lahore; † 22. September 1539 in Kartarpur), war ein Heiliger und Religionsstifter des Sikhismus. Er wird als der erste der zehn Sikh-Gurus verehrt.
Nanak soll weit durch Asien gereist sein und den Menschen die Botschaft von Ik Onkar gelehrt haben, der in jedem seiner Geschöpfe wohnt und die ewige Wahrheit darstellt. Mit diesem Konzept habe er eine einzigartige spirituelle, soziale und politische Plattform errichtet, die auf Gleichheit, brüderlicher Liebe, Güte und Tugend beruht.
Nanaks Worte sind in Form von 974 poetischen Hymnen, oder shabda, in der heiligen religiösen Schrift des Sikhismus, dem Guru Granth Sahib, festgehalten, wobei einige der wichtigsten Gebete das Japji Sahib (ji und sahib sind Suffixe, die Respekt bedeuten); das Asa di Var („Ballade der Hoffnung“); und das Sidh Gosht („Gespräch mit den Siddhas“) sind. Es ist Teil des religiösen Glaubens des Sikhs, dass der Geist von Nanaks Göttlichkeit und religiöser Autorität auf jeden der neun nachfolgenden Gurus herabgestiegen war, als die Guruship auf sie übertragen wurde. Sein Geburtstag wird als Guru Nanak Gurpurab jährlich in ganz Indien gefeiert.

## Leben

### Zusammenfassung
Nanak wurde am 15. April 1469 im Dorf Rāi Bhoi Dī Talvaṇḍī (heute Nankana Sahib, Punjab, Pakistan) in der Provinz Lahore des Delhi-Sultanats geboren. Er wurde in das Volk der Khatri, und in den Punjabi Clan geboren, wie alle Sikh-Gurus. Nanaks Eltern waren Hindus, und er gehörte einer Händlerkaste an. Schon als Junge war er fasziniert von Religion, und sein Drang, die Geheimnisse des Lebens zu erforschen, brachte ihn dazu, sein Elternhaus zu verlassen und auf Wanderschaft durch weite Teile Nordwest-Indiens zu gehen. Nanak lehnte bereits in jungen Jahren strikt das Konzept des Hinduismus ab. Er soll eine göttliche Stimme gehört haben, die ihm befahl, Glauben an einen Gott, Barmherzigkeit, Reinheit, Andacht und Dienen zu lehren.
Nanak betont in seinen Schriften (festgehalten im Sri Guru Granth Sahib) immer wieder, dass er ausschließlich ein Diener und Schüler Gottes sei. Nanak hat sich laut eigener Aussage nie als Schüler irgendeines menschlichen Lehrers gesehen.
Nach mehreren Jahren der Wanderschaft mit seinen ersten Jüngern, Mardana, einem muslimischen Musiker, der die Zupflaute rabāb spielte, und einem hinduistischen Bauern, Bala, begann Nanak zu lehren. Während dieser Zeit durchquerte er fast ganz Indien, er soll sogar bis nach Mekka und Medina gekommen sein. Er predigte vor Jain- und Hindu-Tempeln und vor muslimischen Moscheen und zog dabei eine Vielzahl von Sikhs (Schülern) an. Er war der Ansicht, Religion sollte die Menschen verbinden. Nanak lehnte deshalb das Asketentum ab und forderte von seinen Nachfolgern eine disziplinierte, aber der Welt zugewandte Lebensweise. Beeinflusst von unterschiedlichen lokalen Lehrtraditionen (dem Sufismus und Bhakti), predigte er die Einheit Gottes jenseits der vielfältigen religiösen Formen seiner Anhänger. Ein bekanntes Zitat Nanaks lautet: „Es gibt keine Hindus, es gibt keine Muslime, es gibt nur Geschöpfe Gottes.“
Nanak kritisierte die Rituale, den Glauben an das Priestertum, das von der herrschenden Brahmanenkaste bestimmt wurde, sowie das Kastensystem im Hinduismus und sagte, dass äußere Rituale einer echten Religiosität im Wege stehen. Seine Anhänger bezeichneten ihn als Guru (Lehrer). Vor seinem Tod ernannte er Guru Angad zu seinem Nachfolger und zum Oberhaupt seiner Gemeinschaft.
Guru Nanak wird das Mul Mantar zugeschrieben, die ersten Verse des Guru Granth Sahib.
Große Ghazal-Sänger verwenden heute seine Hymnen und Zitate für Musik, wie z. B. Jagjit Singh mit seinem berühmten Song: Main na Hindu, Na Musalman, Dostie Mera Iman, Mujhe Jeen Do („Ich bin kein Hindu, ich bin kein Muslim, meine Religion ist die Freundschaft, lasst mich so leben!“).
Zu Ehren des Guru befindet sich in Kartarpur, Pakistan das Gurdwara Darbar Sahib Kartarpur. Das Gurdwara ist eine Pilgerstätte für Anhänger des Sikhismus aus aller Welt. Das Gelände wurde durch die pakistanische Regierung unter der Führung von Premierminister Imran Khan umfangreich umgestaltet und 2019 im Zuge des Kartarpur Corridors wiedereröffnet. Der Korridor verbindet den Gurdwara Darbar Sahib Kaeraepur mit dem Gurdwara Dera Babak Nanak in Indien und ermöglicht Sikhs aus Indien die visumfreie Einreise nach Kartarpur. Sikhs aus Pakistan benötigen für den Besuch des Gurdwaras in Indien jedoch ein Visum.

### Geburt

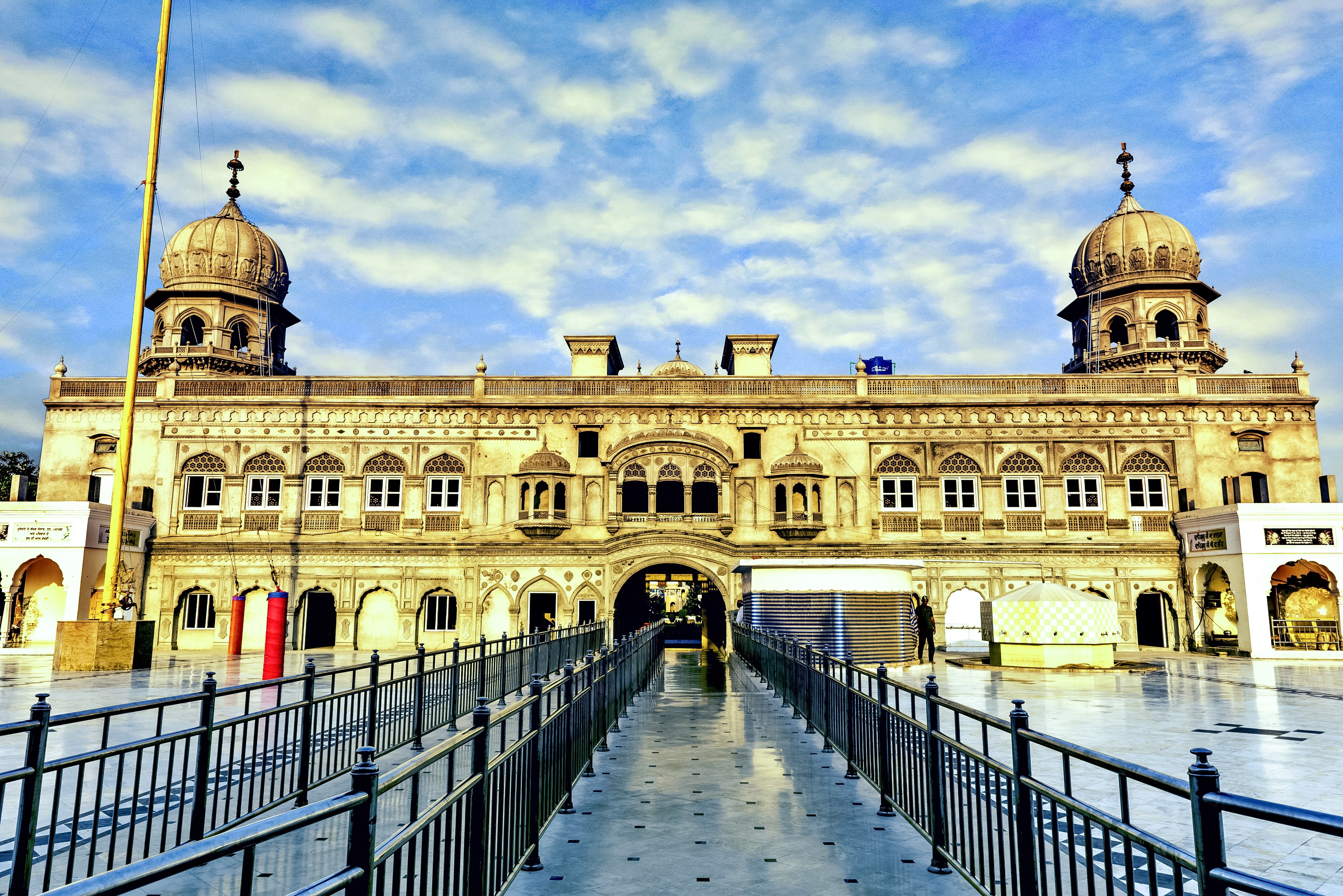
Der Gurdwara Janam Asthan in Nankana Sahib, Pakistan, erinnert an den Ort, an dem Nanak geboren worden sein soll.

Nanak wurde am 15. April 1469 im Dorf Rāi Bhoi Dī Talvaṇḍī (heute Nankana Sahib, Punjab, Pakistan) in der Provinz Lahore des Delhi-Sultanats geboren. Er wurde in das Volk der Khatri, und in den Punjabi Clan geboren, wie alle Sikh-Gurus. Genauer gesagt, war Guru Nanak ein Bedi Khatri. Die meisten janamsakhis, oder traditionelle Biographien von Nanak, erwähnen, dass er am dritten Tag der hellen Mondnacht, im Baisakh Monat (April) des Samvat geboren wurde. 1526. Dazu gehören die Puratan ('traditionell' oder 'alt') janamsakhi, Miharban janamsakhi, Gyan-ratanavali von Bhai Mani Singh, und das Vilayat Vali janamsakhi. Gurbilas Patashahi 6, geschrieben 1718, und ebenfalls Bhai Mani Singh zugeschrieben, widerspricht Mani Singhs Janamsakhi, da es stattdessen besagt, dass Guru Nanak am Vollmond von Katak geboren wurde. Die Sikh-Aufzeichnungen besagen, dass Nanak am 10. Tag des Asauj-Monats Samvat 1596 (22. September 1539 CE) im Alter von 70 Jahren, 5 Monaten und 7 Tagen starb. Dies deutet darauf hin, dass er im Monat Vaisakh (April) und nicht im Monat Kattak (November) geboren wurde.
Nana Eltern waren Hindus, und er gehörte einer Händlerkaste an. Schon als Junge war er fasziniert von Religion, und sein Drang, die Geheimnisse des Lebens zu erforschen, brachte ihn dazu, sein Elternhaus zu verlassen und auf Wanderschaft durch weite Teile Nordwest-Indiens zu gehen. Nanak lehnte bereits in jungen Jahren strikt das Konzept des Hinduismus ab. Er soll eine göttliche Stimme gehört haben, die ihm befahl, Glauben an einen Gott, Barmherzigkeit, Reinheit, Andacht und Dienen zu lehren.

#### Kattak Geburtsdatum

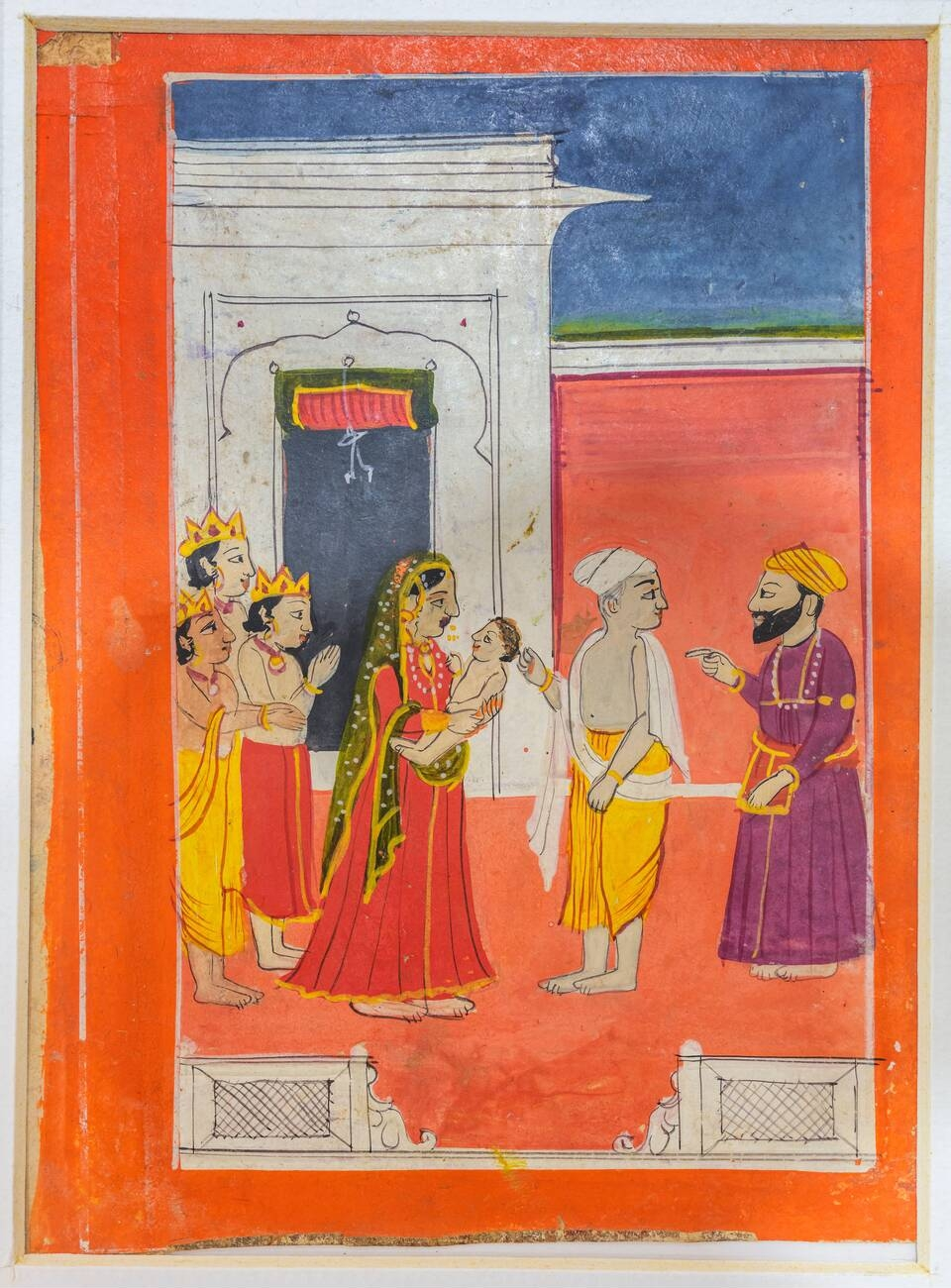
Geburt von Guru Nanak, Gemälde aus einem Janamsakhi von 1830.

Noch 1815, während der Herrschaft von Ranjit Singh, wurde das Fest zum Gedenken an Nanaks Geburtstag im April an seinem Geburtsort, dem damaligen Nankana Sahib, gefeiert. Der Jahrestag von Nanaks Geburt – der Gurpurab – wurde dann aber am Vollmondtag des Monats Kattak im November gefeiert. Die früheste Aufzeichnung eines solchen Festes in Nankana Sahib stammt aus dem Jahr 1868 u. Z.
Für die Annahme des Kattak-Geburtsdatums durch die Sikh-Gemeinschaft kann es mehrere Gründe geben. Zum einen könnte es sich um das Datum von Nanaks Erleuchtung oder „spiritueller Geburt“ im Jahr 1496 handeln, wie es der Dabestan-e Mazaheb nahelegt.
Das Bala Janamasakhi unterstützt die Kattak-Geburtstradition. Es ist das einzige Janamsakhi, das dies tut. Bhai Bala soll Nanaks Horoskop von Nanaks Onkel Lalu erhalten haben, demzufolge Nanak an einem Datum geboren wurde, das dem 20. Oktober 1469 CE entspricht. Dieses Janamsakhi wurde jedoch von Handalis – einer Sekte von Sikhs, die einem als Handal bekannten Sikh-Konvertiten folgten – verfasst, die versuchten, den Gründer als Nanak überlegen darzustellen. Einem Aberglauben zufolge, der im zeitgenössischen Nordindien vorherrschte, galt ein Kind, das im Monat Kattak geboren wurde, als schwach und unglücklich, weshalb in dem Werk steht, dass Nanak in diesem Monat geboren wurde.
Bhai Gurdas, der mehrere Jahrzehnte nach Nanaks Tod an einem Vollmondtag des Monats Kattak schrieb, erwähnt, dass Nanak an diesem Tag „Allwissenheit erlangt“ hatte und nun der Autor an der Reihe war, „göttliches Licht zu erlangen.“
Hierbei mehrere Nachweise die besagen dass Guru Nanak am Vollmond von Katak geboren wurde:
- Nach den Sikh-Chroniken von Augenzeugen, die als Bhatt Vahis bekannt sind, wurde Guru Nanak am Vollmond von Katak geboren.[2]
- Gurbilas Patashahi 6 aus dem Jahr 1718, das Bhai Mani Singh zugeschrieben wird, besagt, dass Guru Nanak am Vollmond von Katak geboren wurde.[1]
- Meham Parkash aus dem Jahr 1776 sagt ebenfalls, dass Guru Nanak am Vollmond von Katak geboren wurde.[1]
- Kesar Singh Chibbers Bansavalinama Dasan Patashahia Ka, die Genealogie der zehn Kaiser, geschrieben 1769, sagt, dass Guru Nanak auch am Vollmond von Katak geboren wurde.[1]
- Gurpurnali aus dem Jahr 1727 und Guru Tegh Bahadur Malwe da Safar aus dem Jahr 1716 erwähnen beide, dass Guru Nanank am Vollmond von Katak geboren wurde.[1]
- Nanak Chandrodaya Sanskrit Janamsakhi von 1797 und Janam Sakhi Baba Nanak von Sant Das Chibber aus dem 18. Jahrhundert erwähnen beide, dass Guru Nanak am Vollmond von Katak geboren wurde.[1]
- Im Gurpur Parkash Granth von Sant Ren Singh, das auf einem Granth von Binod Singh basiert, heißt es, dass Guru Nanak am Vollmond von Katak geboren wurde.[3]

Nach Max Arthur Macauliffe (1909) zog ein hinduistisches Fest, das im 19. Jahrhundert an Kartik Purnima in Amritsar stattfand, eine große Zahl von Sikhs an. Der Führer der Sikh-Gemeinschaft Giani Sant Singh war damit nicht einverstanden und veranstaltete am gleichen Tag ein Fest im Sikh-Schrein des Goldenen Tempels, das er als Geburtsfest von Guru Nanak darstellte.
Macauliffe weist auch darauf hin, dass in Vaisakh (März–April) bereits eine Reihe wichtiger Feste stattfanden – wie Holi, Rama Navami und Vaisakhi – und die Menschen daher nach dem Erntefest von Baisakhi mit landwirtschaftlichen Aktivitäten beschäftigt waren. Die Feierlichkeiten zu Nanaks Geburtstag unmittelbar nach Vaisakhi hätten daher zu einer geringen Besucherzahl und damit zu geringeren Spenden für die Sikh-Schreine geführt. Andererseits war am Kattak-Vollmondtag das große hinduistische Fest Diwali bereits vorbei, und die Bauern, die über überschüssiges Geld aus dem Ernteverkauf verfügten, konnten großzügig spenden.

### Familie und frühes Leben
Nanaks Eltern, Vater Kalyan Chand Das Bedi (üblicherweise abgekürzt als Mehta Kalu) und Mutter Mata Tripta, waren beide Hindu Khatris und als Kaufleute tätig. Vor allem sein Vater war der örtliche patwari (Buchhalter) für die Ernteerträge im Dorf Talwandi. Nanaks Großvater väterlicherseits hieß Shiv Ram Bedi und sein Urgroßvater war Ram Narayan Bedi.

Nach Sikh-Überlieferungen waren die Geburt und die ersten Jahre von Nanaks Leben von vielen Ereignissen geprägt, die zeigten, dass Nanak mit göttlicher Gnade gesegnet war. In den Kommentaren zu seinem Leben finden sich Einzelheiten über sein aufblühendes Bewusstsein von klein auf. So soll Nanak bereits im Alter von fünf Jahren sein Interesse an göttlichen Themen bekundet haben. Im Alter von sieben Jahren meldete ihn sein Vater in der Dorfschule an, wie es der Brauch war. Bemerkenswerte Überlieferungen berichten, dass Nanak als Kind seinen Lehrer in Erstaunen versetzte, indem er die implizite Symbolik des ersten Buchstaben des Alphabets, der der mathematischen Version von eins ähnelt, als Bezeichnung für die Einheit oder das Einssein Gottes beschrieb. Andere Geschichten aus seiner Kindheit beziehen sich auf seltsame und wundersame Ereignisse um Nanak, wie die von Rai Bular, in der der Kopf des schlafenden Kindes vor dem starken Sonnenlicht beschattet wurde, in einer Erzählung durch den unbeweglichen Schatten eines Baumes, in einer anderen durch eine giftige Kobra. 

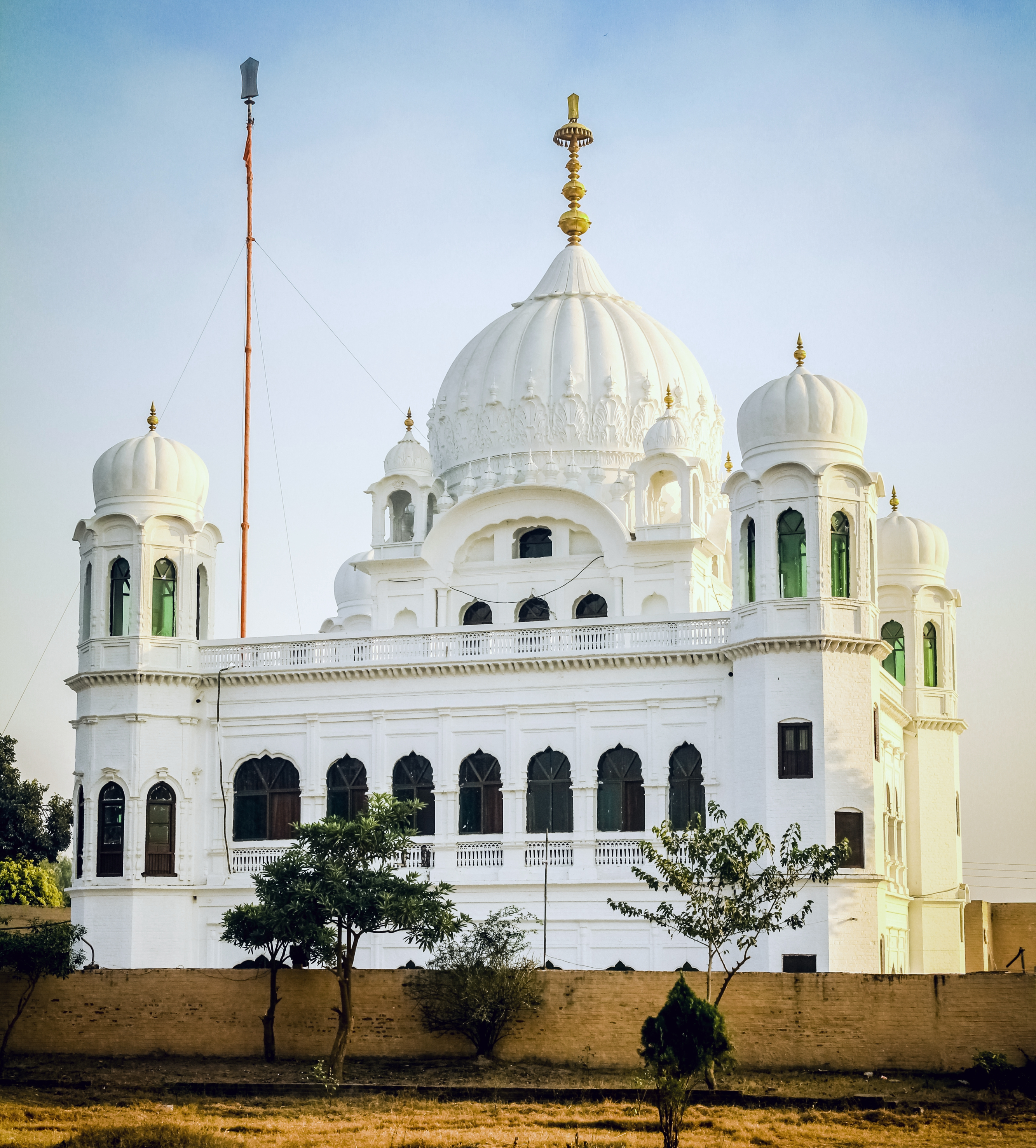
Gurdwara Darbar Sahib Kartar Pur in Narowal, Pakistan, markiert den Ort, an dem Guru Nanak gestorben sein soll.

Nanaki, Nanaks einzige Schwester, war fünf Jahre älter als er. 1475 heiratete sie und zog nach Sultanpur. Jai Ram, Nanaks Ehemann, war in einem modikhana (einem Lagerhaus für bargeldlos eingenommene Einnahmen) im Dienste des Delhi Sultanats Lahores Gouverneur Daulat Khan angestellt, bei dem Ram Nanak helfen würde, eine Stelle zu bekommen. Nanak zog nach Sultanpur und begann im Alter von 16 Jahren in der Modikhana zu arbeiten.
Als junger Mann heiratete Nanak  Sulakhani, Tochter von Mūl Chand (alias Mula) und Chando Raṇi. Sie heirateten am 24. September 1487 in der Stadt Batala und bekamen zwei Söhne, Sri Chand und Lakhmi Chand (oder Lakhmi Das). Nanak lebte in Sultanpur bis ca. 1500, was eine prägende Zeit für ihn war, wie die puratan janamsakhi nahelegt, sowie seine zahlreichen Anspielungen auf die Regierungsstruktur in seinen Hymnen, die höchstwahrscheinlich zu dieser Zeit entstand.

### Letzte Jahre
Im Alter von 55 Jahren ließ sich Nanak in Kartarpur nieder und lebte dort bis zu seinem Tod im September 1539. Während dieser Zeit unternahm er kurze Reisen zum Nath Yogi-Zentrum von Achal sowie zu den Sufi-Zentren von Pakpattan und Multan. Zum Zeitpunkt seines Todes hatte Nanak mehrere Anhänger in der Punjab-Region gewonnen. Es ist jedoch schwierig, ihre Zahl anhand der vorhandenen historischen Zeugnisse zu schätzen. Die Anhänger Nanaks wurden von anderen als Kartārīs (was so viel bedeutet wie 'die Leute, die zum Dorf Kartarpur gehörten') bezeichnet. Nanak ernannte Bhai Lehna zum Nachfolger Guru und benannte ihn in Guru Angad um, was so viel wie „das Eigene“ oder „ein Teil von dir“ bedeutet. Kurz nachdem er seinen Nachfolger ausgerufen hatte, starb Nanak am 22. September 1539 in Kartarpur im Alter von 70 Jahren. Laut der Hagiographieder Sikhs wurde sein Leichnam nie gefunden. Als die streitenden Hindus und Muslime an dem Laken zerrten, das seinen Körper bedeckte, fanden sie stattdessen einen Haufen Blumen – und so sollte Nanaks einfacher Glaube im Laufe der Zeit zu einer Religion erblühen, die von ihren eigenen Widersprüchen und Gewohnheiten heimgesucht wird.

## Odysseen (Udasis)
Im ersten Viertel des 16. Jahrhunderts begab sich Nanak auf lange udasiya („Reisen“), um spirituelle Ziele zu verfolgen. Ein von ihm verfasster Vers besagt, dass er mehrere Orte in „nau-khand"“ („die neun Regionen der Erde“) besuchte, vermutlich die wichtigsten hinduistischen und muslimischen Pilgerzentren.

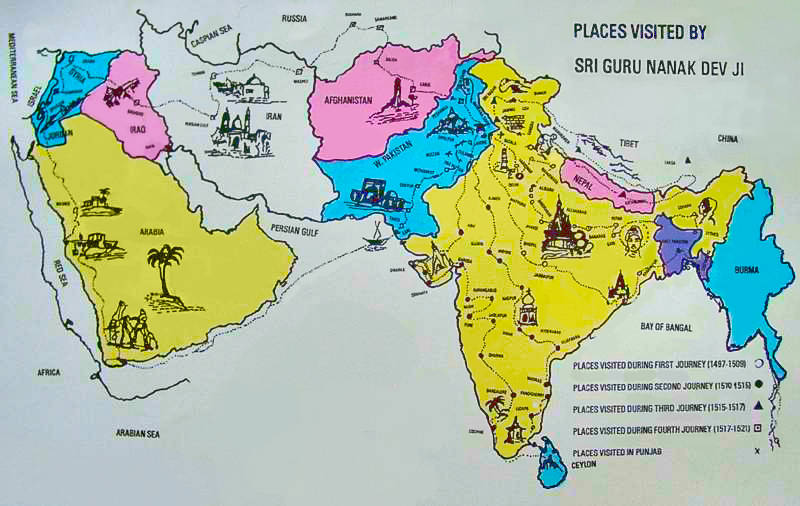
Die vier Udasis und andere von Guru Nanak besuchte Orte

Einigen modernen Berichten zufolge besuchte er Tibet, den größten Teil Südasiens und Arabien, beginnend im Jahr 1496 im Alter von 27 Jahren, als er seine Familie für dreißig Jahre verließ. Diese Behauptungen beinhalten Nanaks Besuch des Berg Sumeru der Indischen Mythologie, sowie Mekka, Bagdad, Achal Batala und Multan, wo er religiöse Ideen mit „gegnerischen“ Gruppen diskutierte. Diese Geschichten wurden im 19. und 20. Jahrhundert sehr populär und existieren in vielen Versionen.
Im Jahr 1508 besuchte Nanak die Sylhet-Region in Bengalen. Die janamsakhis legen nahe, dass Nanak 1510-11 n. Chr. den Ram Janmabhoomi-Tempel in Ayodhya besuchte.
Die Bagdad-Inschrift ist nach wie vor die Grundlage dafür, dass indische Gelehrte schreiben, Guru Nanak sei in den Nahen Osten gereist, wobei einige behaupten, er habe Jerusalem, Mekka, Vatikan, Aserbaidschan und Sudan besucht.

### Anfechtungen
Die hagiographischen Details sind umstritten, wobei die moderne Wissenschaft die Details und die Authentizität vieler Behauptungen in Frage stellt. So stellen Callewaert und Snell (1994) fest, dass frühe Sikh-Texte solche Geschichten nicht enthalten. Ab dem Zeitpunkt, an dem die Reisegeschichten zum ersten Mal in hagiographischen Berichten über Guru Nanak auftauchen, Jahrhunderte nach seinem Tod, werden sie im Laufe der Zeit immer ausgefeilter, wobei die Puratan-Version der Spätphase vier Missionsreisen beschreibt, die sich von der Miharban-Version unterscheiden.
Einige der Geschichten über Guru Nanaks ausgedehnte Reisen tauchen erstmals im Puratan janamsakhi des 19. Jahrhunderts auf, obwohl selbst diese Version Nanaks Reise nach Bagdad nicht erwähnt. Laut Callewaert und Snell (1993) weisen solche Ausschmückungen und Einfügungen neuer Geschichten enge Parallelen zu Behauptungen über Wunder durch islamische pirs auf, die in Sufi tadhkirahs derselben Epoche zu finden sind, was Grund zu der Annahme gibt, dass diese Legenden in einem Wettbewerb geschrieben worden sein könnten.
Ein weiterer Streitpunkt ist der Bagdad-Stein, der eine Inschrift in türkischer Schrift trägt. Einige interpretieren die Inschrift so, dass Baba Nanak Fakir 1511–1512 dort war; andere interpretieren sie so, dass sie 1521–1522 als Zeitraum besagt (und dass er somit 11 Jahre lang fern von seiner Familie im Nahen Osten lebte). Andere, insbesondere westliche Gelehrte, argumentieren, dass die Steininschrift aus dem 19. Jahrhundert stammt und der Stein kein zuverlässiger Beweis dafür ist, dass Nanak Bagdad im frühen 16 dort war. Über den Stein hinaus wurden keine Beweise oder Erwähnungen seiner Reise in den Nahen Osten in anderen textlichen oder epigraphischenen des Nahen Ostens gefunden. Es wurde behauptet, dass es weitere Inschriften gibt, aber niemand war in der Lage, sie zu finden und zu überprüfen.
Neuartige Behauptungen über seine Reisen sowie Behauptungen wie die, dass sein Körper nach seinem Tod verschwunden sei, finden sich auch in späteren Versionen, und diese ähneln den Wundergeschichten in der Sufi-Literatur über ihre pirs. Andere direkte und indirekte Entlehnungen in den Janamsakhis der Sikhs, die sich auf Legenden über seine Reisen beziehen, stammen aus der Hindu-Epen und den Puranas und den Jataka stories aus dem Buddhismus. 

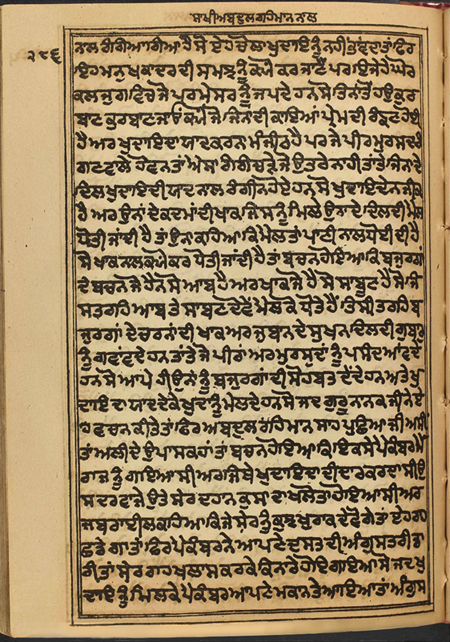
Bhai Mani Singh's Janamsakhi

## Posthume Biographien
Die frühesten biografischen Quellen über Nanaks Leben, die heute anerkannt sind, sind die janamsakhis („Geburtsgeschichten“), in denen die Umstände seiner Geburt ausführlich geschildert werden.
Gyan-ratanavali ist das janamsakhi, das Bhai Mani Singh, einem Schüler von Guru Gobind Singh, zugeschrieben wird, der von einigen Sikhs gebeten wurde, einen authentischen Bericht über das Leben von Nanak zu verfassen. Es heißt, Bhai Mani Singh habe seine Geschichte mit der ausdrücklichen Absicht geschrieben, ketzerische Darstellungen über Nanak zu korrigieren.
Ein populäres janamsakhi wurde angeblich von Bhai Bala, einem engen Gefährten Nanaks, verfasst. Aufgrund des Schreibstils und der verwendeten Sprache sind sich Gelehrte wie Max Arthur Macauliffe jedoch sicher, dass sie nach seinem Tod verfasst wurden. Nach Ansicht dieser Gelehrten gibt es gute Gründe, an der Behauptung zu zweifeln, dass der Autor ein enger Gefährte von Guru Nanak war und ihn auf vielen seiner Reisen begleitet hat.
Bhai Gurdas, ein Schreiber des Guru Granth Sahib, schrieb auch über Nanaks Leben in seinen vars ('Oden'), die einige Zeit nach Nanaks Leben verfasst wurden, jedoch weniger detailliert sind als die janamsakhis.

## Lehren und Vermächtnis

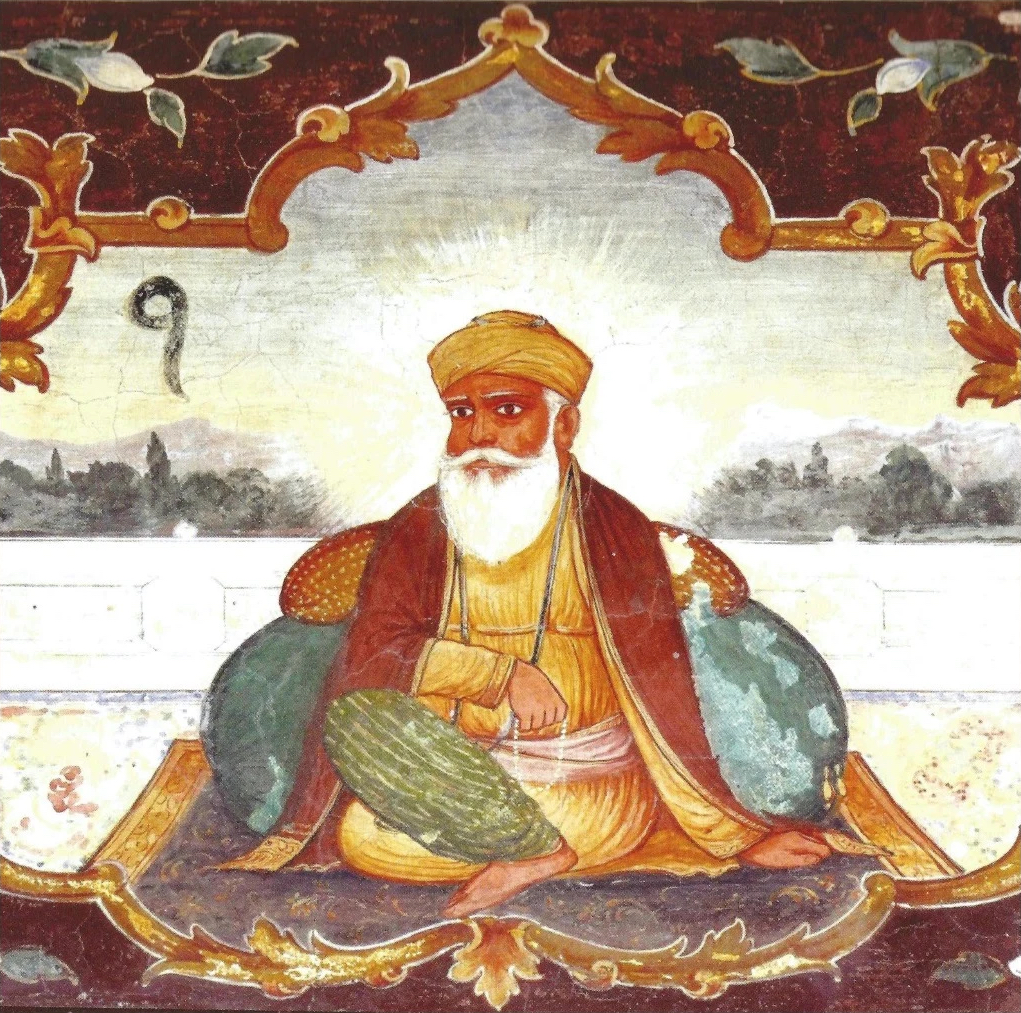
Fresko von Guru Nanak aus Baoli Sahib, Goindwal

Nanaks Lehren finden sich in der Sikh-Schrift Guru Granth Sahib, einer Sammlung von Versen, die in Gurmukhi aufgezeichnet sind.
Es gibt drei konkurrierende Theorien über Nanaks Lehren. Die erste, nach Cole und Sambhi (1995, 1997), basierend auf der hagiographischen Janamsakhis, besagt, dass Nanaks Lehren und der Sikhismus Offenbarungen von Gott waren, und weder eine soziale Protestbewegung, noch ein Versuch, Hinduismus und Islam im 15. Jahrhundert zu versöhnen. Die zweite Theorie besagt, dass Nanak ein Guru und kein Prophet war. Nach Singha (2009): „Der Sikhismus kennt weder die Theorie der Inkarnation noch das Konzept der Propheten. Aber er hat ein zentrales Konzept des Gurus. Er ist keine Inkarnation Gottes, nicht einmal ein Prophet. Er ist eine erleuchtete Seele.“ Die dritte Theorie besagt, dass Guru Nanak die Inkarnation Gottes ist. Dies wurde von vielen Sikhs unterstützt, darunter Bhai Gurdas, Bhai Vir Singh, Santhok Singh, und wird durch den Guru Granth Sahib gestützt. Bhai Gurdas sagt:

„ਗੁਰ ਪਰਮੇਸਰੁ ਇਕੁ ਹੈ ਸਚਾ ਸਾਹੁ ਜਗਤੁ ਵਣਜਾਰਾ।“

„Der Guru und Gott sind eins; Er ist der wahre Meister und die ganze Welt sehnt sich nach Ihm.“

Außerdem heißt es im Guru Granth Sahib:

„ਨਾਨਕ ਸੇਵਾ ਕਰਹੁ ਹਰਿ ਗੁਰ ਸਫਲ ਦਰਸਨ ਕੀ ਫਿਰਿ ਲੇਖਾ ਮੰਗੈ ਨ ਕੋਈ ॥੨॥“

„O Nanak, diene dem Guru, dem fleischgewordenen Herrn; die gesegnete Vision Seines Darshans ist gewinnbringend, und am Ende wirst du nicht zur Rechenschaft gezogen werden. ||2||“

Guru Ram Das sagt:

„ਗੁਰ ਗੋਵਿੰਦੁ ਗੋੁਵਿੰਦੁ ਗੁਰੂ ਹੈ ਨਾਨਕ ਭੇਦੁ ਨ ਭਾਈ ॥੪॥੧॥੮॥“

„Der Guru ist Gott, und Gott ist der Guru, o Nanak; es gibt keinen Unterschied zwischen den beiden, o Geschwister des Schicksals. ||4||1||8||“

Die hagiographischen Janamsakhis wurden nicht von Nanak, sondern von späteren Anhängern ohne Rücksicht auf historische Genauigkeit verfasst und enthalten zahlreiche Legenden und Mythen, die geschaffen wurden, um Nanak Respekt zu erweisen. Im Sikhismus ist der Begriff Offenbarung, wie Cole und Sambhi klarstellen, nicht auf die Lehren von Nanak beschränkt. Vielmehr umfassen sie alle Sikh-Gurus sowie die Worte von Männern und Frauen aus Nanaks Vergangenheit, Gegenwart und Zukunft, die durch Meditation intuitiv über göttliches Wissen verfügen. Die Sikh-Offenbarungen umfassen auch die Worte von Nicht-Sikh-bhagats (Hindu- und Muslim-Anhänger), die zum Teil vor der Geburt Nanaks lebten und starben und deren Lehren Teil der Sikh-Schriften sind.
Das Adi Granth und die nachfolgenden Sikh-Gurus betonten wiederholt, so Mandair (2013), dass es im Sikhismus „nicht darum geht, Stimmen von Gott zu hören, sondern darum, die Natur des menschlichen Geistes zu verändern, und dass jeder jederzeit direkte Erfahrung und spirituelle Vollkommenheit erreichen kann.“ Nanak betonte, dass alle Menschen einen direkten Zugang zu Gott haben können, ohne Rituale oder Priester.
Das von Nanak ausgearbeitete Konzept des Menschen, so Mandair (2009), verfeinert und negiert das „monotheistische Konzept des Selbst/Gottes“, „wobei der Monotheismus in der Bewegung und den Kreuzungen der Liebe fast überflüssig wird.“ Das Ziel des Menschen, so lehrten die Sikh-Gurus, ist es, alle Dualitäten von „Selbst und Anderem, Ich und Nicht-Ich“ zu beenden und das „damit einhergehende Gleichgewicht von Trennung-Verschmelzung, Selbst-Anderes, Aktion-Handlung, Anhaftung-Loslösung im täglichen Leben zu erreichen.“
Nanak und andere Sikh-Gurus betonten bhakti („Liebe“, „Hingabe“ oder „Verehrung“) und lehrten, dass das spirituelle Leben und das säkulare Leben des Hausherrn miteinander verwoben sind. In der Sikh-Perspektive ist die Alltagswelt Teil einer unendlichen Realität, in der ein erhöhtes spirituelles Bewusstsein zu einer verstärkten und lebendigen Teilnahme an der Alltagswelt führt. Nanak beschrieb ein „aktives, kreatives und praktisches Leben“ von „Wahrhaftigkeit, Treue, Selbstbeherrschung und Reinheit“ als höher als die metaphysische Wahrheit.
In der volkstümlichen Tradition wird Nanaks Lehre auf drei Arten verstanden:
- Vand Shhako: Teile mit anderen, hilf denen, die in Not sind, damit ihr gemeinsam essen könnt;
- Kirat Karo („ehrlich arbeiten“): Verdiene einen ehrlichen Lebensunterhalt, ohne Ausbeutung oder Betrug; und
- Naam Japo: Meditiere über den Namen Gottes, um seine Gegenwart zu spüren und die fünf Diebe der menschlichen Persönlichkeit zu kontrollieren.

### Vermächtnis
Nanak ist der Gründer des Sikhismus. Zu den grundlegenden Überzeugungen des Sikhismus, die in der heiligen Schrift Guru Granth Sahib formuliert sind, gehören der Glaube und die Meditation über den Namen des einen Schöpfers, die Einheit der gesamten Menschheit, das Engagement im selbstlosen Dienst, das Streben nach sozialer Gerechtigkeit zum Nutzen und Wohlstand aller sowie ehrliches Verhalten und ein Leben als Hausvater.
Der Guru Granth Sahib wird als oberste Autorität des Sikhismus verehrt und gilt als der letzte und ewige Guru des Sikhismus. Als erster Guru des Sikhismus hat Nanak insgesamt 974 Hymnen zu dem Buch beigetragen.

## Einflüsse

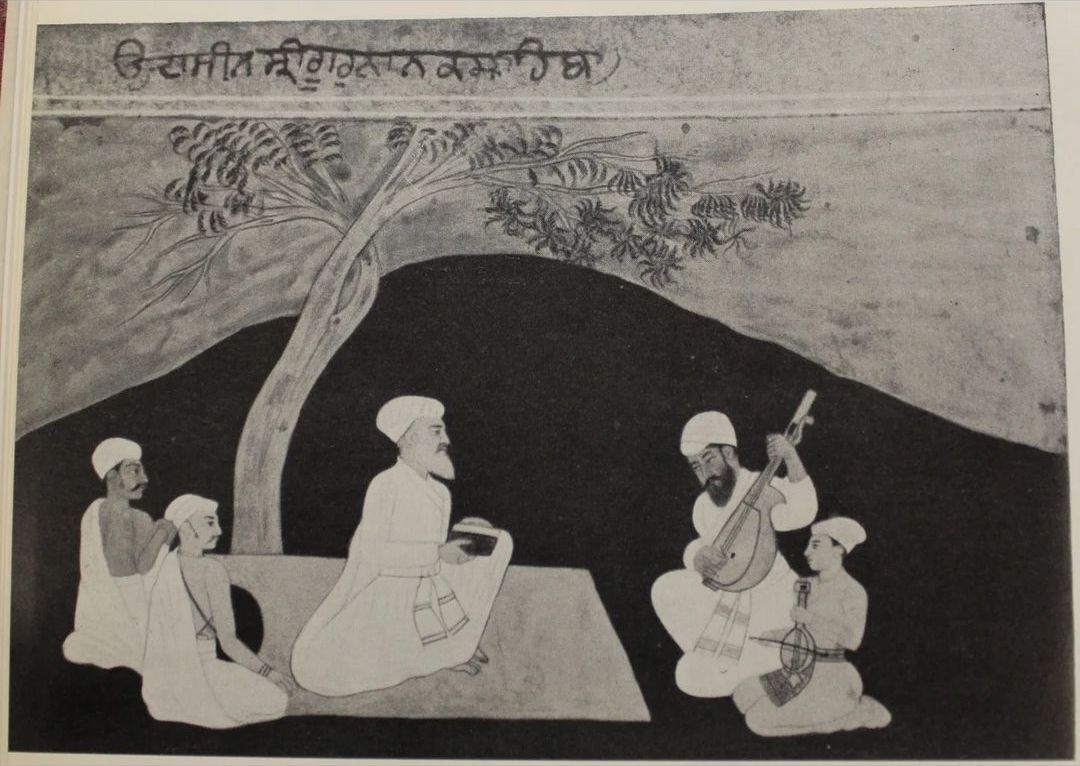
Miniaturgemälde von Guru Nanak, der Musikern zuhört, um 1680

Viele Sikhs glauben, dass Nanaks Botschaft göttlich offenbart wurde, da seine eigenen Worte im Guru Granth Sahib besagen, dass seine Lehren so sind, wie er sie vom Schöpfer selbst erhalten hat. Auch das kritische Ereignis seines Lebens in Sultanpur, bei dem er nach drei Tagen mit Erleuchtung zurückkehrte, unterstützt diesen Glauben.
Viele moderne Historiker legen Wert darauf, dass seine Lehren mit der bereits existierenden Konzepten von bhakti, sant, und wali der hinduistischen/islamischen Tradition verbunden sind. Gelehrte behaupten, dass Nanak und der Sikhismus in ihren Ursprüngen von der nirguni ('formloser Gott) Tradition der Bhakti-Bewegung im mittelalterlichen Indien beeinflusst wurden. Einige Historiker sehen jedoch keine Beweise dafür, dass der Sikhismus einfach eine Erweiterung der Bhakti-Bewegung ist. Der Sikhismus widersprach zum Beispiel einigen Ansichten der Bhakti-Heiligen Kabir und Ravidas.
Die Wurzeln der Sikh-Tradition liegen vielleicht in der sant-Tradition Indiens, deren Ideologie sich zur Bhakti-Tradition entwickelte. Fenech (2014) schlägt volgendes vor: 
„Die indische Mythologie durchdringt den heiligen Kanon der Sikhs, den Guru Granth Sahib und den sekundären Kanon, den Dasam Granth, und fügt dem heiligen symbolischen Universum der Sikhs von heute und ihrer früheren Vorfahren feine Nuancen und Substanz hinzu. Nur wenige Sikhs würden diese indischen Texte und Ideologien in der gleichen Breite wie die Sikh-Tradition erwähnen, geschweige denn Elemente ihrer Tradition zu diesem chronologischen und ideologischen Punkt zurückverfolgen, trotz der Tatsache, dass die indische Mythologie den heiligen Kanon der Sikhs durchdringt, den Guru Granth Sahib und den sekundären Kanon, den Dasam Granth, durchdringt und dem heiligen symbolischen Universum der Sikhs von heute und ihrer früheren Vorfahren feine Nuancen und Substanz verleiht.“

## Im Bahá'í-Glauben
In einem Brief vom 27. Oktober 1985 an die Nationale Geistige Versammlung der Bahá'í in Indien erklärte das Universelle Haus der Gerechtigkeit, dass Nanak mit einem „heiligen Charakter“ ausgestattet war und dass er:
[…]inspiriert, die Religionen des Hinduismus und des Islám zu versöhnen, deren Anhänger in gewaltsamen Konflikten gestanden hatten[…] 
Die Bahá'í betrachten Guru Nanak daher als einen „Heiligen höchsten Ranges“.

## Im Hinduismus

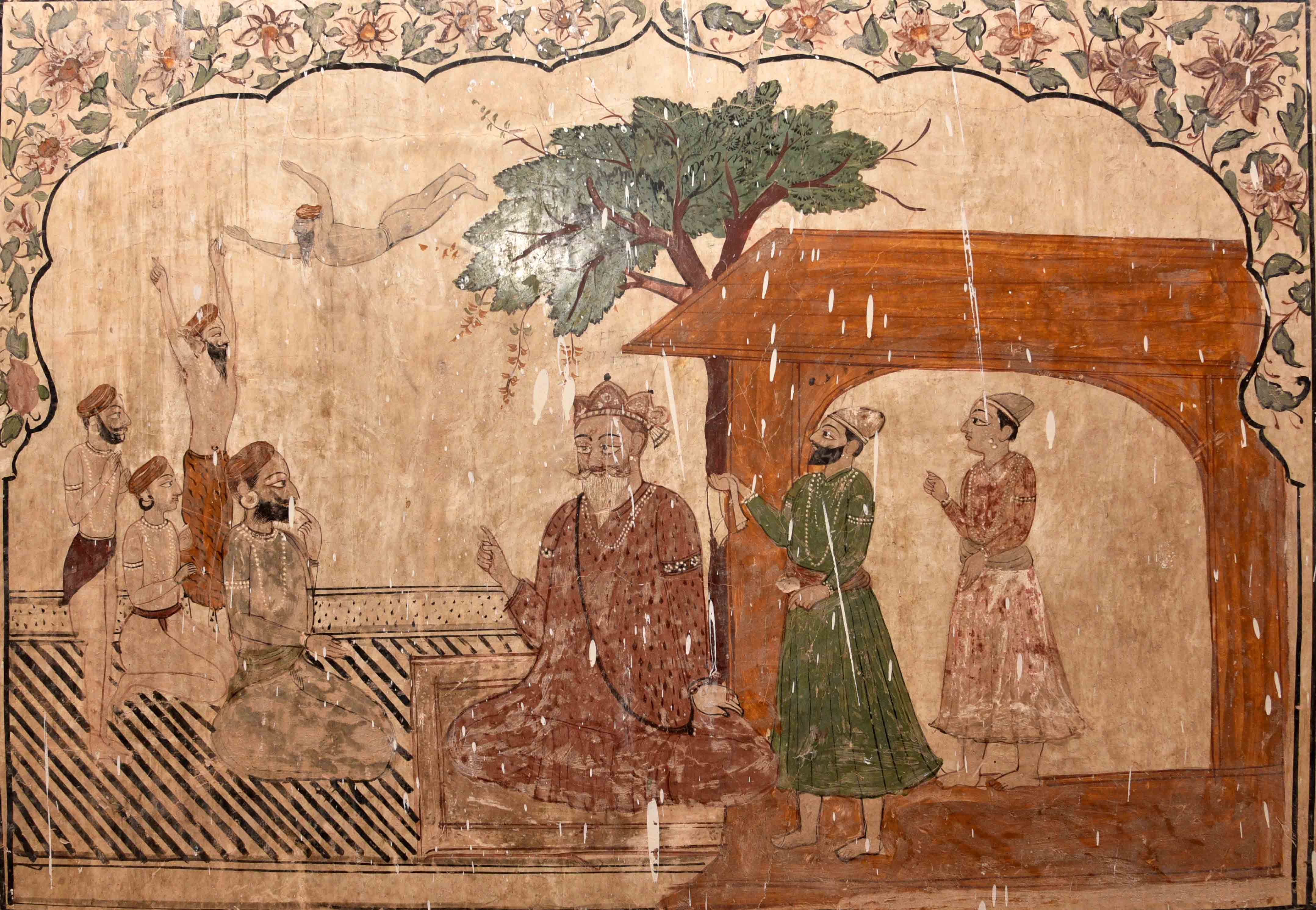
Wandgemälde von Guru Nanak aus einem Hindu-Tempel in der Jammu

Nanak ist sehr einflussreich unter den Punjabi-Hindus und Sindhi-Hindus, die mehrheitlich der Nanakpanthi-Lehre folgen.

## Im tibetischen Buddhismus und Bön
Trilochan Singh behauptet, dass Tibeter seit Jahrhunderten zum Schrein des Goldenen Tempels in Amritsar pilgern, um dem Andenken an Guru Nanak zu huldigen. Allerdings scheinen die Tibeter Nanak mit dem Besuch von Padmasambhava Jahrhunderte zuvor verwechselt zu haben und haben Details von Padmasambhava aus Verehrung (weil sie glauben, dass die Essenz beider Figuren ein und dieselbe ist) oder aus falscher Chronologie über Nanak gelegt. Laut dem tibetischen Gelehrten Tarthang Tulku glauben viele Tibeter, dass Guru Nanak eine Inkarnation von Padmasambhava war. Sowohl Buddhist als auch Bon-Tibeter pilgerten zum Goldenen Tempel in Amritsar, verehrten die Stätte jedoch aus unterschiedlichen Gründen.
Zwischen 1930 und 1935 reiste der tibetische geistige Führer Khyungtrül Rinpoche (Khyung-sprul Rinpoche) zum zweiten Mal nach Indien und besuchte dabei den Goldenen Tempel in Amritsar. Während eines Besuchs in Amritsar im Jahr 1930 oder 1931 umrundeten Khyung-sprul und sein tibetisches Gefolge den Goldenen Tempel und brachten Opfergaben dar. Khyung-sprul bezeichnete den Goldenen Tempel als „Guru Nanaks Palast“ (Tibetisch: Guru Na-nig-gi pho-brang). Bei seinem dritten und letzten Besuch in Indien im Jahr 1948 kehrte Khyung-sprul ein weiteres Mal zum Goldenen Tempel in Amritsar zurück.
Einige Jahre später, nach dem Besuch von Khyung-sprul 1930-31, besuchte ein tibetischer Bonpo-Mönch namens Kyangtsün Sherab Namgyel (rKyang-btsun Shes-rab-rnam rgyal) den Goldenen Tempel in Amritsar.

## Im Islam

### Ahmadiyya

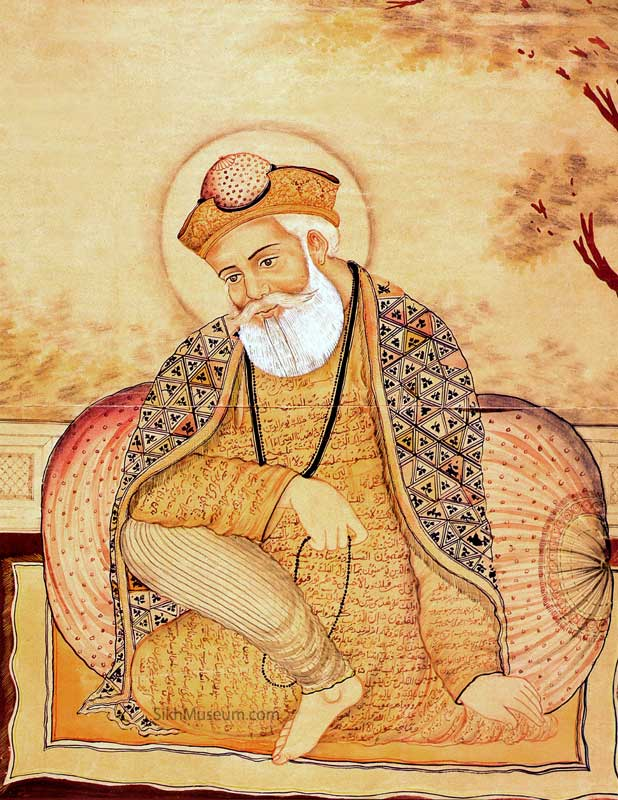
Gemälde aus dem 19. Jahrhundert, das Guru Nanak in einer chola (Robe) mit persisch-arabischen Inschriften zeigt

Die Ahmadiyya Muslim Community ist der Ansicht, dass Guru Nanak ein Muslimer Heiliger war und dass der Sikhismus vom Sufismus abstammt. Sie glauben, dass Guru Nanak versuchte, Muslime über die „wahren Lehren“ des Islam aufzuklären. Im Jahr 1895 verteidigte Mirza Ghulam Ahmad Nanak gegen die Anschuldigungen, die von den Arya Samajisten und Dayananda Saraswati erhoben wurden, und behauptete, Nanak sei ein Muslim. Laut Abdul Jaleel wird Nanaks Muslimsein durch eine chola gestützt, die mit Quranische Verse beschriftet ist und ihm gehört haben soll.

## In der Populärkultur
- 2015 erschien ein Punjabi-Film mit dem Titel Nanak Shah Fakir, der auf dem Leben von Nanak basiert, unter der Regie von Sartaj Singh Pannu
- Allegory: A Tapestry of Guru Nanak's Travels ist eine 2021-22 erscheinende Doku-Serie über Nanaks Reisen in neun verschiedene Länder